# سرالبير (بكيل المير)

تعديل مصدري - تعديل

سرالبير هي إحدى قرى عزلة العطن بمديرية بكيل المير التابعة لمحافظة حجة، بلغ تعداد سكانها 42 نسمة حسب تعداد اليمن لعام 2004.